# 加藤重義
加藤 重義（かとう しげよし、1939年12月3日 - 2021年11月9日）は、日本の経営者。

## 来歴・人物
岐阜県出身。1962年に東京大学法学部を卒業し、同年に住友銀行に入行した。1987年6月に取締役に就任し、1990年10月に常務、1992年10月に専務、1997年6月に副頭取を経て、1999年4月に住友クレジットサービス社長に就任し、2001年4月には三井住友カード社長に就任。2003年6月に会長を経て、2004年6月には特別顧問に就任。
2021年11月9日、病気のために死去。81歳没。